# Kawasaki Ki-100
A Kawasaki Ki-100 foi uma aeronave de caça usada pelo Exército Imperial Japonês na Segunda Guerra Mundial. A designação exército japonês era " Tipo 5 Lutador ". Nenhum nome de código Aliado foi atribuído a este tipo.
A medida de emergência de adaptação de um  Kawasaki Ki-61-II-KAI lutador de levar um motor radial Mitsubishi resultou em um dos melhores interceptores usados pelo exército durante toda a guerra. Combinou excelente potência e capacidade de manobra e, apesar de seu desempenho de alta altitude contra o USAAF Boeing B-29 Superfortress bombardeiros pesados foi limitado pela falta de um supercharger eficiente, desempenho melhor do que a maioria dos outros lutadores IJAAF.

## Variantes
| Variante      | Características                                                                     | Qtd. produzida |
| ------------- | ----------------------------------------------------------------------------------- | -------------- |
| Ki-100        | Um lote de Kawasaki Ki-61 II KAI com motores radiais                                | 3              |
| Ki-100 I-Ko   | Modelo inicial da série, Caça Tipo 5 do Exército (Mark Ia), Ki-61 KAI II modificado | 271            |
| Ki-100 I-Otsu | Mark IIb com canopi de visão inteiriço                                              | 118            |
| Ki-100 II     | Protótipos com motor Mitsubishi Ha-112-II com turbocompressor de 1500 hp (1120 kW)  | 3              |
| Ki-119        | Projeto inspirado pela fuselagem do Ki-100, era para ser um caça-bombardeiro        | 1 incompleto   |